# کاویکو
کاویکو (انگلیسی: Kaweco) شرکت نوشت‌افزار آلمانی است، که در سال ۱۸۸۳ تأسیس شد.